# C/1532 R1
C/1532 R1 war ein Komet, der im Jahr 1532 mit dem bloßen Auge gesehen werden konnte. Er wird aufgrund seiner außerordentlichen Helligkeit zu den „Großen Kometen“ gezählt.

## Entdeckung und Beobachtung
Zwei chinesische Texte berichten davon, dass dieser Komet am Morgen des 2. September 1532 (Ortszeit) zuerst gesehen wurde mit einem Schweif von 1° Länge. Der Komet blieb für den Rest seiner Erscheinung am Morgenhimmel. In Korea wurde der Komet erst zwei Wochen später am 13. September zuerst gesehen und in Japan noch einen Tag später. Um den 1. Oktober berichten die Koreaner von einer Schweiflänge von 10° und einer weißen Farbe.
Europäische Beobachter hielten genaue Positionen des Kometen fest, so dass recht genaue Bahnelemente daraus abgeleitet werden konnten. Der Mathematiker und Astronom Peter Apian stellte die Positionen des Kometen und die Richtung des Schweifs in einem Holzschnitt dar, er konnte ihn vom 25. September bis zum 20. November in Leipzig und Dresden beobachten. Ausführliche Angaben zu Beobachtungen vom 22. September bis zum 3. Dezember stammen auch von Girolamo Fracastoro in der Umgebung von Verona, allerdings passen seine Angaben nicht gut zu denen von Apian. Auch Paracelsus beobachtete den Kometen und beschrieb seinen Schweif als Gerte oder Besen.
Die letzten Beobachtungen des Kometen erfolgten in der zweiten Hälfte des Dezembers, die abschließende wahrscheinlich in Korea am Morgen des 30. Dezember (Ortszeit).
Der Komet erreichte am 13. Oktober eine Helligkeit von −1 mag.

## Wissenschaftliche Auswertung
Ein Astronom aus der Zeit der Kometenerscheinung, Johannes Vögelin aus Wien, versuchte die Entfernung des Kometen über seine Parallaxe zu bestimmen, scheiterte aber schon allein wegen seiner ungenügenden Instrumente und Sorgfalt.
Bereits von Edmond Halley wurde der Komet C/1532 R1 mit dem Kometen C/1661 C1 in Verbindung gebracht. Der Komet hätte dann um das Jahr 1788 oder 1789 wieder erscheinen sollen, dies geschah aber nicht. P. Méchain hatte bereits 1781 die damals vorherrschende Theorie widerlegt, dass es sich um ein und dasselbe Objekt handelte. Als im Jahr 2002 der Komet 153P/Ikeya-Zhang erschien, wurde nach ersten Berechnungen auch die Möglichkeit diskutiert, dass er eine Wiederkehr des Kometen von 1532 sein könnte. Nachdem jedoch genauere Bahnelemente bestimmt werden konnten, erwies sich die direkte Verbindung mit C/1532 R1 als unhaltbar. Allerdings zeigte sich, dass 153P/Ikeya-Zhang mit dem Kometen C/1661 C1 identisch ist.

## Umlaufbahn
Für den Kometen konnte aus drei Beobachtungen über 37 Tage durch H. W. Olbers im Jahr 1787 nur eine unsichere parabolische Umlaufbahn bestimmt werden, die um rund 33° gegen die Ekliptik geneigt ist. Seine Bahn steht damit leicht schräg gestellt zu den Bahnebenen der Planeten. Im sonnennächsten Punkt der Bahn (Perihel), den der Komet am 18. Oktober 1532 durchlaufen hat, befand er sich mit etwa 77,7 Mio. km Sonnenabstand zwischen den Umlaufbahnen von Merkur und Venus. Bereits um den 21. September hatte er sich der Erde bis auf etwa 100 Mio. km (0,67 AE) genähert. Um den 2. Oktober ging er in etwa 89 Mio. km an der Venus vorbei und zwei Monate nach seinem Periheldurchgang passierte er um den 25. Dezember den Mars in etwa 104 Mio. km Abstand. Im August/September 1533 erfolgte noch ein relativ naher Vorbeigang am Jupiter in etwa 1,6 AE Distanz.
Aufgrund der unsicheren Ausgangsdaten kann keine Aussage darüber getroffen werden, ob und gegebenenfalls wann der Komet in das innere Sonnensystem zurückkehren könnte.